# Грнчари
Грнчари (мкд. Грнчари) су насеље у Северној Македонији, у јужном делу државе. Грнчари припадају општини Ресан.

## Географија
Насеље Грнчари је смештено у југозападном делу Северне Македоније. Од најближег већег града, Битоља, насеље је удаљено 38 km западно, а од општинског средишта 12 јужно.
Грнчари се налазе у области Доње Преспе, области око северне обале Преспанског језера. Насеље је смештено близу североисточне обале Преспанског језера. Западно од насеља се пружа пријезерско поље, махом под воћем, а источно од насеља издиже планина Баба са врхом Пелистером. Надморска висина насеља је приближно 890 m.
Клима у насељу је планинска због знатне надморске висине.

## Становништво
Грнчари су према последњем попису из 2002. године имали 417 становника. 
Претежно становништво у насељу су Албанци (78%), а у мањини су етнички Македонци (19%). Остало су махом Турци.
Већинска вероисповест је ислам, а мањинска православље.